# Guerra Fría Cultural Latinoamericana
La Latinoamericana' fue una extensa red de actos, prácticas y estrategias comunicativas que, en el terreno de la diplomacia cultural y las producciones culturales de masas en Latinoamérica, estuvieron sujetas a las tensiones entre el bloque socialista, el bloque capitalista y el bloque cubano. Esta formó parte de la Guerra Fría Latinoamericana, la cual se caracterizó por una paulatina escalada de las tensiones políticas y sociales internas y externas en los países de la región como parte de la Guerra Fría Global. Estas tensiones se vieron fortalecidas por sucesos como la Revolución Cubana o las dictaduras militares en países latinoamericanos durante las décadas de 1970 y 1980. La Guerra Fría Cultural en América Latina tuvo un gran efecto en el entorno intelectual latinoamericano de la segunda mitad del siglo XX, incluyendo manifestaciones como las artes, las ciencias sociales y la llamada cultura de masas.

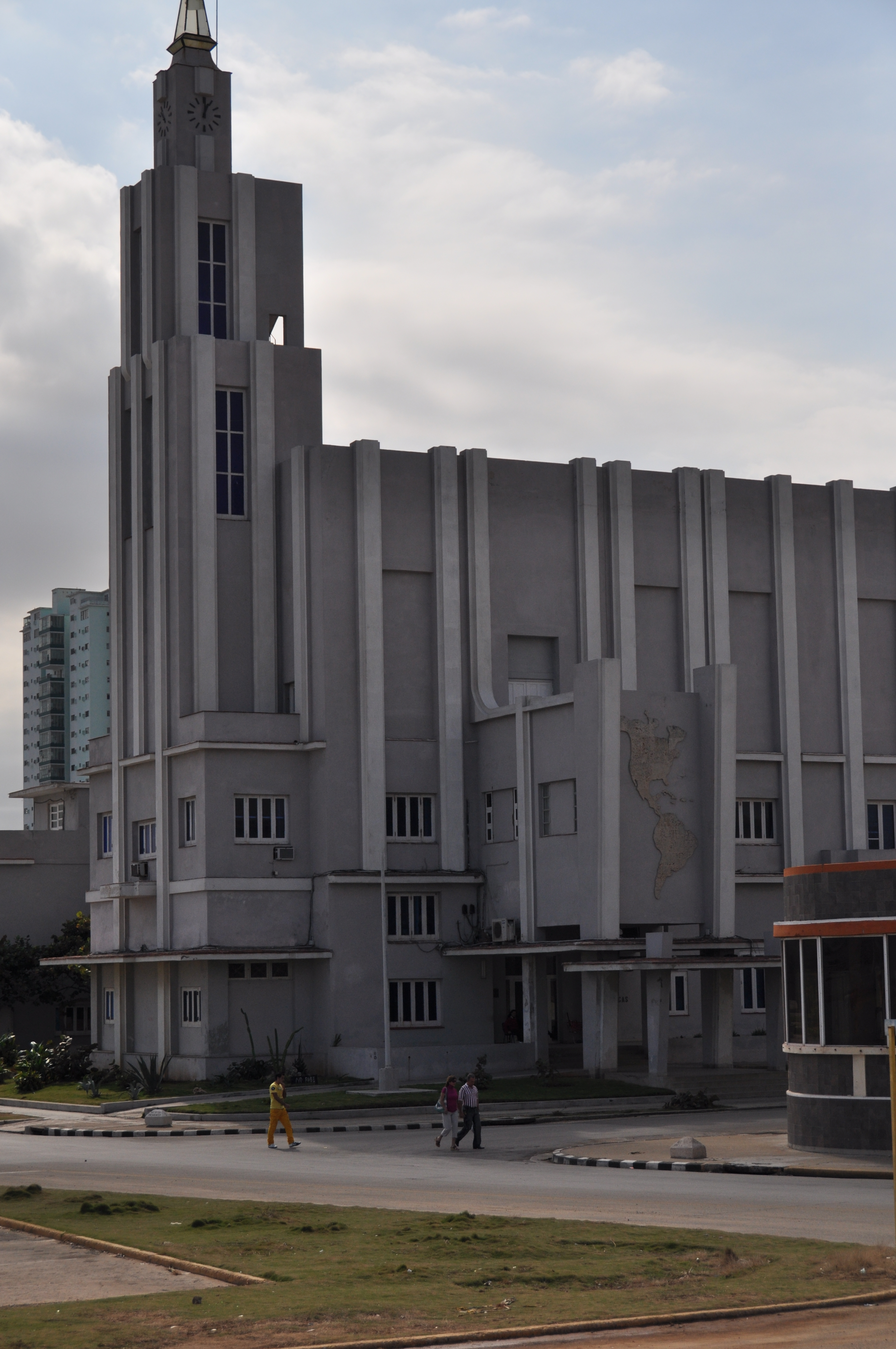
La Casa de las Américas fue una de las principales instituciones que participaron en la Guerra Fría Cultura Latinoamericana

Cronológicamente, la Guerra Fría Cultural latinoamericana puede ser divida en tres etapas, aunque estas pueden variar de acuerdo a los contextos nacionales y locales. La primera de ellas, conocida como Guerra Fría Cultural temprana, va de 1949, con la formación de los primeros comités nacionales del Consejo Mundial de la Paz, hasta 1959, con el triunfo de la Revolución Cubana. Este periodo se caracterizó por la confrontación entre los grupos latinoamericanos asociados al Congreso por la Libertad de la Cultura y los sectores asociados tradicionalmente con el comunismo, muchos de ellos relacionados con el Consejo Mundial de la Paz. 
Una segunda etapa, nombrada como la Revolución Cubana y la radicalización de las posturas, va de 1959, con la formación de las primeras instituciones culturales posrevolucionarias cubanas hasta 1971, con el encarcelamiento del poeta cubano Heberto Padilla. Esta se caracterizó por el protagonismo que la Revolución cubana tuvo sobre los artistas e intelectuales latinoamericanos, así como la revitalización de los organismos regionales del Congreso por la Libertad de la Cultura. Una última etapa, conocida como Guerra Fría Cultural tardía, se extiende desde 1971, hasta finales de la década de 1980 e inicios de la de 1990, con el regreso a la democracia en distintos países latinoamericanos. Se caracterizó por el decaimiento del protagonismo de la Revolución Cubana, la represión que gobiernos militares de la región realizaron en contra de sectores de la izquierda, y el tránsito a discusiones sobre el restablecimiento la democracia y la búsqueda de nuevos modelos políticos ante el colapso del bloque socialista. 
Las tensiones de la Guerra Fría Cultural latinoamericana se debieron a diversas razones. Una de ellas fue la confrontación de visiones de modernidad entre los grupos participantes, lo que se manifestó la disputa de términos como libertad, democracia, paz, cultura, justicia, lucha, compromiso, revolución e intelectual. Otra causa fue la ubicación geográfica del continente americano y su importancia geopolítica para los participantes en el conflicto. A inicios de la Guerra Fría, los estadounidenses no consideraron a la región latinoamericana como un espacio de acción prioritario para frenar el avance comunista, debido a la hegemonía cultural que ejercían sobre el continente desde finales del siglo XIX. Sin embargo, ante las emergentes amenazas que representaron las posturas emanadas desde la Unión Soviética y Cuba, las cuales lograron un importante apoyo de intelectuales latinoamericanos, los estadounidenses se vieron en la necesidad de actuar, pero sin lograr una total hegemonía política y cultural sobre el continente. Un último motivo de las tensiones se debió a los conflictos culturales existentes entre los actores latinoamericanos, los cuales se potenciaron por el conflicto global. Problemas como la desigualdad social imperante en la región, el autoritarismo y la inestabilidad política que vivían diferentes países, y el reempoderamiento de las élites políticas y económicas tradicionales provocaron discusiones y conflictos intelectuales en la región que, se fortalecieron con las dinámicas globales de la Guerra Fría Cultural.
Este fenómeno, aunque tuvo un carácter global –pues trastocó las dinámicas culturales en Europa, Asia, América, África y Oceanía—, en el espacio latinoamericano tuvo actores y dinámicas propios. Organismos como Casa de las Américas, la Asociación Interamericana Pro Democracia y Libertad o el Instituto Latinoamericana de Relaciones Internacionales fueron actores exclusivos de la Guerra Fría Cultural latinoamericana. Estos organismos defendieron intereses propios, y en ocasiones rompieron con las dinámicas bipolares de la Guerra Fría. A su vez, elementos como el compromiso intelectual con la defensa de la Revolución Cubana, la promoción del escritor revolucionario o la construcción de totalitarismos latinoamericanos fueron rasgos distintivos del fenómeno en América Latina.

## Orígenes y posiciones en torno a la Guerra Fría Cultural en América Latina
El concepto de Guerra Fría Cultural tiene su origen en el trabajo de Christopher Lasch, particularmente en su artículo “The Cultural Cold War: a short History of the Congress for Cultural Freedom”. En este trabajo, aparecido en 1963, Lasch la define como la confrontación ideológico-cultural, posterior a la Segunda Guerra Mundial, entre el bloque capitalista –liderado por los Estados Unidos de América— y el bloque comunista –encabezado por la Unión Soviética—. La visión de Lasch resaltaba la disputa entre dos organismos que representaban los intereses de cada bloque ideológico: el Congreso por la Libertad de la Cultura del lado capitalismo, y el Consejo Mundial por la Paz del lado socialista.
Pero sería hasta 1999 cuando el término comenzaría a cobrar auge en el mundo académico, con la aparición del libro de Frances Stonor Saunders The cultural cold war. En este libro, el autor centró su atención en explicar la vinculación que existió entre el Congreso por la Libertad de la Cultura y la Agencia Central de Inteligencia (CIA por sus siglas en inglés). Esta vinculación, señala Saunders, se dio a través del subsidio otorgado a actividades culturales por parte de distintos organismos vinculados al Congreso por la Libertad de la Cultura con fondos económicos provenientes de la CIA. Esta perspectiva ayudaría a consolidar el término Guerra Fría Cultural como una categoría aplicada para explicar la dimensión ideológica, cultural e intelectual de la Guerra Fría. 
Desde esta perspectiva, la historiografía tradicionalmente ha caracterizado a la Guerra Fría Cultural como el choque ideológico y propagandístico entre el bloque capitalista y el comunista. Este conflicto se definió por la búsqueda por imponer los modelos de vida asociados a cada uno de los bloques ideológicos. Para ello se echó mano de distintos recursos, como las artes, las ciencias sociales, los medios de comunicación, las producciones de masas, entre otros. A su vez, se articularon iniciativas de carácter gubernamental y privado, en las cuales participaron diplomáticos, artistas, académicos, intelectuales, periodistas, escritores, etc.
Con el creciente uso de Guerra Fría Cultural en el entorno académico, este comenzó a ser aplicado para la región de América Latina. Desde mediados de la década del 2000 comenzaron a aparecer estudios que tenían como propósito analizar el impacto de la Guerra Fría Cultural en la Región. Pero sería hasta finales de la misma década que comenzó a utilizarse el término de Guerra Fría Cultural en América Latina. Autores como Olga Glondys, Marina Franco, Benedetta Calandra, y Patrick Iber, comenzaron a interpretar de diferente modo lo que se entendía por Guerra Fría Cultural en América Latina.  
Entre las formas en que ha sido definida la Guerra Fría Cultural en América Latina destaca aquella que apunta no solo a entender el conflicto como el choque ideológico y propagandístico entre el bloque socialista y el capitalista, sino que busca entender este proceso como un marco interpretativo, desde el cual grupos sociales regionales, nacionales y locales actuaban de acuerdo a sus lógicas e intereses. Este enfoque rompió con la interpretación de que los actores latinoamericanos solamente eran actores pasivos frente a las políticas de la diplomacia cultural emprendidas por los organismos del bloque capitalista y socialista.
Dentro de esta perspectiva es posible ubicar diversas dinámicas desarrolladas dentro de la Guerra Fría Cultural en América Latina, como la confrontación ideológica interna que vivieron los grupos de izquierda de la región, cuyas posturas estuvieron fuertemente mediadas por la retórica y símbolos asociados con los bloques capitalista y soviético, aun cuando poseían intereses y propósitos propios. A ello se suma la influencia que la Revolución Cubana tuvo, a partir de 1959, en el actuar de los intelectuales latinoamericanos y los discursos que articularon durante la época. Sin importar su procedencia ideológica –liberales, socialistas moderados, reformistas, trotskistas, nacionalistas, comunistas, etc.— o su postura política –ya fuesen de derecha o izquierda—, la Revolución Cubana vino a trastocar la forma en que los intelectuales se desempeñaban en la esfera pública latinoamericana.
Otro elemento interpretativo que destaca es la división entre alta cultura y cultura popular como foco de atención de la Guerra Fría Cultural latinoamericana. Por un lado, se encuentran la consideración de autores como Marina Franco, Benedetta Calandra o Germán Alburquerque, de que la alta cultura –las artes, las humanidades y las ciencias sociales— fue el terreno exclusivo de la Guerra Fría Cultural, es decir, el ámbito en donde las acciones de la diplomacia cultural tuvieron profundos efectos. Predominando la actuación de los intelectuales –artistas, académicos, científico—, esta posición sostiene que es posible encontrar las tensiones y dinámicas de la Guerra Fría en los debates y producciones realizados por ellos. Por otro lado, se encuentra la propuesta de Ximena Espeche y Laua Erlich, en la cual se concibe que para comprender la Guerra Fría Cultural en la región también es necesario voltear hacía las producciones culturales de masas. Con ello buscan superar la visión de que el proceso solo afectó a la alta cultura y entender cómo a través de la realización, consumo y recepción de películas, música, espectáculos, entre otras producciones, puede comprenderse la Guerra Fría.

## La Guerra Fría Cultural: una breve caracterización global
Algunos autores consideran que el conflicto entre el bloque socialista y el bloque capitalista puede rastrearse desde finales de la Primera Guerra Mundial, entre 1917 y 1918, con la emergencia del primer Estado socialista producto del triunfo de la Revolución de Octubre en Rusia. Esto provocó una reacción por parte de diversos Estados capitalistas, que temían una rápida expansión del comunismo a nivel global, y que llevó a aplicar diversas medidas tanto en política interna como externa. Esta interpretación ha sido ajustada a diversos contextos y espacios, como América Latina.
Al término de la Primera Guerra Mundial y en las décadas posteriores, la Internacional Comunista –Komintern—, buscó atraer a los países europeos dentro de su esfera de influencia, promoviendo la Revolución socialista por diversos medios. Uno de ellos fue la elaboración de campañas propagandísticas, con las cuales promover una imagen positiva de la Unión Soviética. Muestra de esa iniciativa fue la campaña de los Frentes Populares, con los cuales se buscaba formar una coalición con otras fuerzas políticas de izquierda para combatir al fascismo. Por su parte, los países capitalistas buscaron responder a esa amenaza con políticas de contención anticomunista, aplicadas tanto en el orden interno como el externo, persiguiendo cualquier manifestación asociada con comunistas o comunismo.

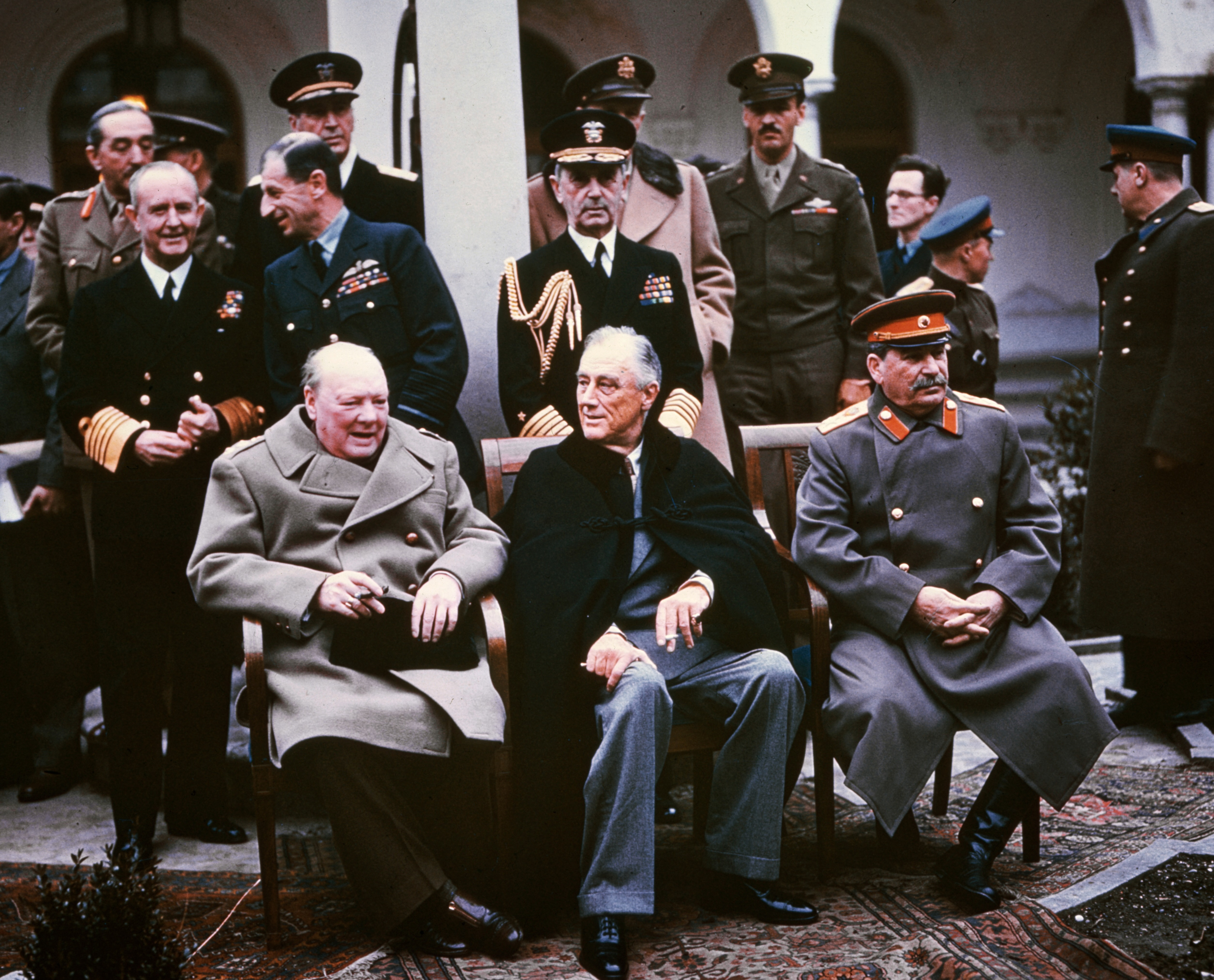
La Segunda Guerra Mundial fue el antecedente directo de los conflictos que desencadenarían la Guerra Fría

Otro antecedente directo de la Guerra Fría Cultural fue la división que vivió la izquierda en las décadas de 1920 y 1930. Los conflictos que se desarrollaron entre los comunistas con los socialdemócratas, los anarquistas y los trotskistas por la persecución y represión que se vivía a la sombra de la Unión Soviética causó grandes fracturas. A su vez existieron muchos militantes comunistas que quedaron desilusionados por el culto a Stalin dentro del comunismo y las grandes purgas que se vivieron al interior del comunismo internacional. Esto pegó profundamente en la opinión de distintos sectores de intelectuales, creando una fuerza de opinión dentro de la izquierda internacional ampliamente anticomunista y crítica de la Unión Soviética.
Con el término de la Segunda Guerra Mundial, la confrontación entre los vencedores fue tomando forma. La Unión Soviética formó en un primer momento a la Kominform, socialismo marxista organismo que reemplazaría a la Komintern y se encargaría de la coordinación de acciones en el terreno internacional. Por su parte los Estados Unidos comenzaron a desarrollar acciones en el terreno de la propaganda y la acción cultual, por medio de leyes como la Smith-Mundt, promulgada en 1948, o la formación de organismos como la United States Information Agency, la emisora Voice of America, o el programa de becas Fullbright. A ello se sumó el apoyo de la naciente Agencia Central de Información (CIA).
Pero la Guerra Fría Cultural no tendría plena vigencia hasta la formación de sus dos organismos protagonistas: el Consejo Mundial por la Paz y el Congreso por la Libertad de la Cultura. La formación del Consejo, auspiciado por la Unión Soviética, tuvo como antecedentes varios congresos organizados entre 1948 y 1950 en Bratislava, París, Praga y Varsovia, pero no quedaría constituido formalmente como Consejo hasta 1950. El propósito del Consejo era fomentar la paz ante la amenaza de un nuevo conflicto armado a nivel mundial. Pero a su vez conllevaba una crítica a la cultura y al modelo de vida capitalista, los cuales eran considerados como enajenados y bárbaros. La crítica al individualismo, el cosmopolitismo, el aburguesamiento, la frivolidad y la defensa de la soberanía nacional y la democracia popular se convirtieron en puntos centrales de las iniciativas encabezadas por el Consejo y el bloque comunista para articular su ofensiva cultural. La formación de redes de cooperación internacional y la realización de Congresos en distintos espacios fueron las formas en que se organizó el Consejo, contando con la participación de intelectuales como Jean Frédéric Joliot-Curie, Pablo Picasso, Pablo Neruda, Diego Rivera, Jean-Paul Sartre, Georg Lukács, Jorge Amado, Oscar Niemeyer, entre otros.
A su vez, el Congreso por la Libertad de la Cultura fue parte de la respuesta del bloque capitalista al esfuerzo soviético. Conformado en 1950 en Berlín, Alemania, el Congreso tenía como propósito el crear un frente intelectual para la defensa de la democracia liberal y las libertades individuales, combatiendo las ideas y los regímenes totalitarios, asociados principalmente con el socialismo. Oponiéndose a ideas como el arte con compromiso social o la sujeción de las ideas a los mandatos del Estado, el Congreso buscó promover a los artistas e intelectuales como actores independientes de cualquier gobierno o institución, cuyo juicio y producción artístico debía ser muestra de su libertad intelectual.
Para ello, el Congreso articuló una extensa red de organismos que realizaron actividades como ciclos de conferencias, exposiciones, intercambios académicos, publicaciones periódicas y proyectos editoriales. Entre los participantes del Congreso se encontraba una amplia gama de ideologías, entre liberales, liberales reformistas de izquierda, socialistas, trotskistas, anarquistas y antiguos comunistas decepcionados. Entre los intelectuales participantes destacan Karl Jaspers, Benedetto Croce, Bertrand Russell, Raymond Aaron, Germán Arciniegas, Upton Sinclair, Tennessee Williams, entre otros más.

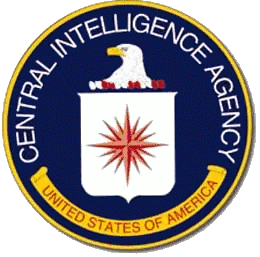
La CIA fue uno de los principales respaldos económicos de las actividades del Congreso por la Libertad de la Cultura

En paralelo al Congreso por la Libertad de la Cultura también participaron otras instituciones estadounidenses, como las fundaciones Rockefeller, Ford, Guggenheim, entre otras. Estas buscaban extender el margen de acción de la diplomacia cultural estadounidense a través de recursos económicos e proyectos provenientes de la iniciativa privada. A ellas también se sumó la Agencia Central de Información (CIA), la que de forma encubierta coordinó las acciones del Congreso y sus organismos afiliados. Por medio de la gestión de recursos económicos y materiales, la CIA buscaba impulsar la campaña cultural del bloque capitalista. Sin embargo, el hecho de que la CIA financiara muchas de las actividades realizadas por el Congreso o las fundaciones, no le otorgó control sobre los actores beneficiados por dichos recursos. Se podría decir que los intelectuales y artistas resultaron más beneficiados en sus intereses, sin representar necesariamente una ganancia para la campaña emprendida por los organismos estadounidenses.
La vinculación entre la CIA y el Congreso por la Libertad de la Cultura a la larga significaría la decadencia y el fin del Congreso. En 1964, una investigación del Congreso de los Estados Unidos, que se mantuvo en secreto, vinculó a la CIA con distintas fundaciones estadounidenses. Pero sería hasta 1966 cuando una serie de artículos publicados en el New York Times sacó a la luz la vinculación entre el Congreso y la CIA. A ello se sumaron otros artículos publicados en 1967 en la revista estadounidense Rampage, los cuales expusieron aún más la relación. Esto marcó el declive de la organización, la cual buscó la forma de sobrevivir a través de cambios internos realizados en 1969, como el financiamiento o la transformación del nombre del organismo, el cual cambió a Asociación Internacional por la Libertad de la Cultura. A pesar de estos esfuerzos, la organización perdió reputación, pues muchos de sus colaboradores desconocían está relación, lo que provocó que la abandonaran y se desvincularan públicamente de ella.

## Orígenes de la Guerra Fría Cultural latinoamericana (1930-1949)
La Guerra Fría Cultural en América Latina tiene sus orígenes en diferentes sucesos políticos y organismos, fundados durante las décadas de 1930 y 1940, y cuyos efectos se prolongaron a las décadas posteriores. La experiencia del ascenso de los fascismos en Europa, el desarrollo de la Segunda Guerra Mundial, la llegada de distintos exiliados europeos de izquierda a los países latinoamericanos y la existencia de diferentes dictaduras en el continente, causaron una paulatina politización de los intelectuales de la región. Esto llevó a que convergieran una gran variedad de posturas políticas en el entorno intelectual latinoamericano como liberales, nacionalistas, comunistas, trotskistas, liberales reformistas, socialistas y anarquistas.
Con el ascenso del fascismo en Europa, se fortaleció la postura política del antifascismo entre los intelectuales latinoamericanos. Esta posición identificaba a los regímenes fascistas como sistemas totalitarios, en los cuales el Estado intervenía en todas las esferas de la sociedad, eliminando todo marco de libertad, tanto individual como colectiva. A su vez algunos sectores dentro del antifascismo, vinculados con el anticomunismo, identificaban al régimen soviético como otra manifestación del totalitarismo.
Pero el sentir antitotalitario en América Latina no se utilizó solo para calificar a los países europeos, ya que hubo quienes veían una extensión del totalitarismo en los regímenes dictatoriales existentes durante las décadas de 1930 y 1940 en países como Argentina, Brasil, República Dominicana o Nicaragua, calificadas como dictaduras caudillistas. A ello se sumaba un sentir antiimperialista, debido al respaldo político y diplomático que los Estados Unidos brindaron a dichos regímenes. Los sectores intelectuales latinoamericanos cercanos al liberalismo reformista emprendieron diversos organismos, con el propósito de denunciar los abusos y la represión de estos gobiernos. Personajes como Germán Arciniegas, Rómulo Gallegos, Rómulo Betancourt, Luis Alberto Sánchez, entre otros, estuvieron vinculados en dichas acciones.
Uno de esos organismos fue la Junta Americana de Defensa de la Democracia, que posteriormente se transformaría en la Asociación Interamericana Pro Democracia y Libertad. Con actividad desde 1948, aunque constituida formalmente en 1950, este organismo agrupó tanto a intelectuales latinoamericanos como estadounidenses. Buscaba provocar un cambio en la política estadounidense respecto a las dictaduras latinoamericanas, con el propósito de que se les retirara el apoyo político y diplomático. Entre sus miembros se encontraban algunos de los intelectuales anteriormente nombrados, además de Alfonso Reyes, Víctor Haya de la Torre, Victoria Ocampo, José Luis Romero, entre otros. Muchos de los miembros de esta organización posteriormente migrarían al Congreso por la Libertad de la Cultura.
Pero la política estadounidense no estuvo caracterizada durante las décadas de 1930 y 1940 solamente por el respaldo a las dictaduras latinoamericanas. Con la llegada de Franklin D. Roosevelt a la presidencia estadounidense y la implementación de la política del Buen Vecino, Estados Unidos comenzó a desarrollar una estructura diplomática cultural que se enfocó en América Latina, con el propósito de impulsar el panamericanismo como elemento de identificación y unión continental. La creación en 1940 de la Office of the Coordinator of the Inter-American Affairs, encabezada por Nelson Rockefeller, desembocó en la coordinación de iniciativas tanto públicas como privadas de ayuda económica y cultural, que tenían como objetivo estrechar los lazos de Estados Unidos con las naciones latinoamericanas.

## La Guerra Fría Cultural latinoamericana y su periodización
La Guerra Fría Cultural en América Latina puede ser divida en tres etapas, cada una con una cronología especifica: 1) Guerra Fría Cultural temprana (1949-1959); 2) La Revolución Cubana y la radicalización de las posturas (1959-1971); y 3) Ruptura de la fase cubana y Guerra Fría Cultural tardía (1971-1990)

### La Guerra Fría Cultural temprana (1949-1959)
En América Latina es posible identificar una activación de la Guerra Fría Cultural a partir de 1949, con la formación de la Consejo Mundial por la Paz. Este organismo, formado también en 1949 en Helsinki, Finlandia, tuvo sus primeros acercamientos con la región a través de figuras como Pablo Neruda, Oscar Niemeyer, Jorge Amado, María Rosa Oliver, David Alfaro Siqueiros y Diego Rivera. Estos personajes compartían la convicción de la militancia comunista o eran simpatizantes, lo que propició un perfil homogéneo respecto al compromiso con la organización y el sujetar en cierta medida su producción artística a los ideales del comunismo.
La organización tenía como propósito en Latinoamérica formar un bloque de promoción de la agenda soviética, con el cual contrarrestar la posición moral estadounidense en el continente. Para ello se trataron de formar comités nacionales, como en Brasil, Argentina, Uruguay, México, con resultados diversos. También una herramienta muy usada fue la organización de congresos. A pesar de estos esfuerzos, los alcances del Consejo en América Latina fueron limitados, en parte por no contar con una estructura bien desarrollada y, en parte, por la hegemonía política y cultural que Estados Unidos detentaba sobre el continente.

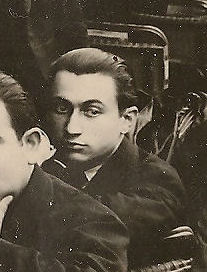
Julian Gorkin fue uno de los principales impulsores del Congreso Por la Libertad de la Cultura en América Latina

En respuesta a la Conferencia se formó el Congreso por la Libertad de la Cultura, fundado formalmente en 1950 en la ciudad de Berlín, Alemania. No sería hasta 1953 cuando se formaron los primeros comités en los países latinoamericanos, siendo Chile (1953), Uruguay (1953), México (1954), Argentina (1955), Cuba (1955), Perú (1957) y Brasil (1958). Impulsado por Julián Gorkin, el Congreso tenía como objetivo crear un frente intelectual en América Latina que promoviera la defensa de la libertad de la cultura, de las libertades individuales y de la democracia liberal, encarnados en el bloque capitalista, en oposición a lo que ellos consideraban como totalitarismo soviético. Entre sus estrategias para lograr dichos fines se encontraban el desarrollo de conferencias, exposiciones de artes, congresos, así como publicaciones, tales como Cuadernos y Cuadernos Brasileiros. Entre sus participantes latinoamericanos más destacados se encontraban Germán Arciniegas, Alfonso Reyes, Octavio Paz, Victoria Ocampo, Jorge Luis Borges, Luis Alberto Sánchez, José Figueres, José Luis Romero, Emir Rodríguez Monegal, entre muchos más.
Los grupos latinoamericanos que se inscribieron dentro del Congreso fueron de carácter heterogéneo, cada uno con intereses y agendas propias. Es posible identificar grupos dominantes en cada comité nacional, tal como los demócratas cristianos en el caso chileno, la facción antiperonista para el caso argentino, o el ala de la derecha priista para el caso mexicano. Ello complicó la conciliación de intereses y esfuerzos con relación al objetivo anticomunista que tenían originalmente los promotores del Congreso en la región. A pesar de estos conflictos, es posible señalar que la promoción del anticomunismo por parte de los promotores del Congreso logró atraer a aquellos intelectuales que militaban en la Asociación Interamericana Pro Democracia y Libertad, logrando que en cierta medida se trasladaran del combate de lo que ellos consideraba como totalitarismos latinoamericanos a la condena del totalitarismo soviético.
Un esfuerzo que complementó la actividad del Congreso por la Libertad de la Cultura en América Latina fue la organización de actividades promocionadas por distintas fundaciones originarias de Estados Unidos, como la Ford y la Rockefeller y, de forma más limitada, la Woodrow Wilson International National Fellowship Foundation, la John Simon Guggenheim Foundation, la Wenner-Gren Foundation for Anthropological Research y la Doherty Foundation. Cada una de estas atendió intereses diferentes, ya que, por ejemplo, la Fundación Ford priorizó la atención de las ciencias sociales y económicas, así como los estudios agrarios, mientras que la Rockefeller atendió el aspecto de la salud y las ciencias exactas.
Para finales de la década de 1950, el Congreso por la Libertad de la Cultura había sido incapaz de formar un polo intelectual opositor al Consejo Mundial por la Paz y de establecer una postura anticomunista homogénea entre los intelectuales latinoamericanos. Esto se debió a la incapacidad de los promotores del Congreso –como Gorkin—, de entender que en el perfil intelectual de muchos de los latinoamericanos participantes en el Congreso había una profunda convicción antiimperialista, lo que restaba efectividad a defender moralmente la postura de Estados Unidos. A ello habría que sumar la pluralidad de perfiles e intereses que convivieron dentro del Congreso, lo que complicó la capacidad de equiparar el anticomunismo con la defensa de la libertad, la cual trascendía al anticomunismo.

### La Revolución Cubana y la radicalización de las posturas (1959-1971)
El estallido y triunfo de la Revolución Cubana vino a cambiar totalmente la dinámica de la Guerra Fría Cultural en América Latina. La experiencia cubana atrajo desde su inició la atención de los sectores de la izquierda latinoamericana, quienes independientemente de su postura ideológica, se mostraron a favor del movimiento encabezado por Fidel Castro. Sectores cubanos vinculados al Congreso por la Libertad de la Cultura y al anticomunismo liberal de izquierda apoyaron el desarrollo de la oposición y lucha en contra del régimen de Fulgencio Batista. Esta cercanía intelectual en buena medida se debió a que el proceso cubano se interpretó como un esfuerzo nacionalista y democratizador, el cual buscaba restablecer las condiciones republicanas en la isla. Pero esta ilusión duró poco tiempo, pues las primeras medidas políticas de régimen cubano, que paulatinamente causarían el giro político hacía el comunismo, causó el malestar de un amplio sector que en un inicio simpatizó con la Revolución.
La emergencia del régimen cubano vino a cambiar la dinámica de la Guerra Fría Cultural en la región. Signo de ello fue el surgimiento de instituciones dentro de la isla, como Casa de las Américas o el Instituto Cubano del Arte e Industria Cinematográfica, ambos en 1959, así como el desarrollo de una agresiva campaña de diplomacia cultural basada en la defensa de la Revolución. Esto provocó la consolidación de un nuevo polo ideológico e intelectual dentro de la región que vino a romper con las dinámicas de la década anterior.
Esto hizo que se polarizara aún más el campo intelectual latinoamericano, pues muchos miembros de la nueva izquierda latinoamericana se vieron identificados con la Revolución, volcándose a su favor. Por otro lado, el Congreso por la Libertad de la Cultura y los intelectuales que participaban en él vivieron una reconfiguración, cobrando nuevo brío. Se abandonaron los organismos nacionales, y la acción en la región fue encauzada a través del recién formado Instituto Latinoamericana de Relaciones Internacionales, con sede en París. Este organismo editaría la revista Mundo Nuevo, esfuerzo editorial lanzado con el propósito de disminuir la influencia de Casa de las Américas, revista homónima del organismo cubano.

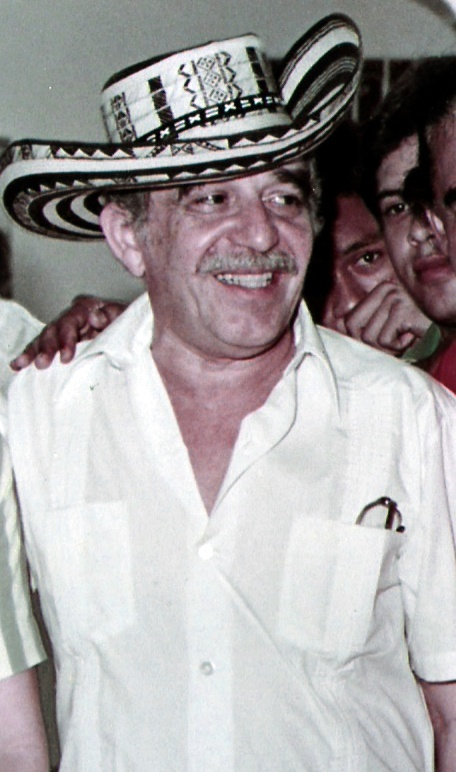
Gabriel García Márquez fue uno de los escritores más destacados del Boom de la Literatura Latinoamericana durante la décadas de 1960 y 1970

Otro fenómeno que se ligó con la Revolución Cubana fue el llamado "Boom" de la literatura latinoamericana. Escritores como Gabriel García Marquez, Carlos Fuentes, Guillermo Cabrera Infante, Severo Sarduy, Mario Vargas Llosa, José Donoso o Julio Cortázar comenzaron a gozar de éxito editorial y literario fuera de América Latina. Bajo la promoción del realismo mágico, estos escritores comenzaron a ganar reconocimiento mundial y a ser traducidos y editados por importantes editoriales de países europeos y en Estados Unidos. Pero a la vez que gozaban del éxito literario, también enfrentaron tensiones y conflictos con el régimen cubano –del cual varios eran partidarios— y sus simpatizantes.
Otro de los efectos de la Revolución Cubana en la región fue el fortalecimiento de las posturas anticomunistas que pasarían a cobrar factura también en el mundo de la cultura. Es el caso del despido de Arnaldo Orfila Reynal como director de la editorial mexicana Fondo de Cultura Económica en 1965, debido al descontento que causó en el gobierno mexicano la edición del libro Los hijos de Sánchez, de Oscar Lewis. Pero la razón del despido de Orfila se debió a la radicalización de su postura política, cercana al socialismo y la defensa de la Revolución Cubana. Además, el proceso cubano en la región provocó el aumento de la actividad de las fundaciones y organismos norteamericanos, quienes sufragaban distintas clases de iniciativas y proyectos culturales y académicos. Uno de ellos fue el Proyecto Camelot, iniciativa de investigación en ciencias sociales desarrollada por el Departamento de Defensa estadounidense en Chile con el propósito de detectar patrones sociales que permitiesen predecir la rebelión social.
La radicalización de las posturas intelectuales llevó a la confrontación ideológica entre los simpatizantes de la Revolución Cubana y aquellos críticos y disidentes de la misma, donde se encontraban antiguos simpatizantes, anticomunistas y un amplio sector de la izquierda latinoamericana. Producto de ello fue el modelo del escritor revolucionario. Este se basaba en el compromiso del escritor con la Revolución, en cual debía manifestarse en utilizar su producción intelectual y escrita, así como su proyección pública, para la defensa y promoción del proceso cubano. A su vez debía rechazar cualquier aspiración cosmopolita y vinculación con grupos o sectores considerados como imperialistas y proestadounidenses.
Pero para finales de la década de 1960 e inicios de la de 1970, tanto la defensa de la Revolución como su crítica desde el Congreso por la Libertad de la Cultura comenzaron a sufrir desgastes. Esto se debió a diferentes eventualidades que disminuyeron el entusiasmo inicial y el prestigio de las causas. El Congreso por la Libertad de la Cultura entró en decadencia, pues en 1966 se hizo pública la vinculación que tenía con la CIA y cómo esta agencia daba recursos para la realización de las actividades del Congreso. Esto causó gran desprestigio público a la institución, lo que llevaría a su disolución en 1969.
Al igual que el Congreso entró en plena decadencia, la posición cubana también resultó dañada. Las medidas tomadas por el régimen cubano respecto a su acercamiento con la Unión Soviética, apoyar la entrada de los tanques soviéticos a Praga en 1968, y las medidas represivas que se emplearon en contra de sectores disidentes dentro de la isla marcaron la paulatina pérdida de apoyo por parte de los intelectuales que inicialmente habían apoyado a la Revolución. El punto de inflexión se vivió en 1971, con el encarcelamiento del poeta crítico Heberto Padilla, proceso represivo similar a los que se vivieron en el ámbito intelectual de la Unión Soviética. Esto causó una defensa acérrima de los escritores cercanos al gobierno cubano, pero también una profunda crítica de muchos de los escritores que habían apoyado inicialmente la Revolución, causándoles una profunda decepción de las acciones realizadas por las autoridades de la isla, lo que propició su distanciamiento del régimen cubano.

### Ruptura de la fase cubana y Guerra Fría Cultural tardía (1971-1990)
Las fracturas dentro de las posiciones de los intelectuales latinoamericanos a causa del desprestigio sufrido por el Congreso por la Libertad de la Cultura y las instituciones cubanas propiciaron una reconfiguración del entorno durante las décadas de 1970 y 1980. Durante la década de 1970, las instituciones culturales cubanas y las artes en general sufrieron un proceso conocido como “sovietización”, en la cual se ejerció un mayor control sobre la producción de arte y el propósito al que se dirigía dicha producción. Esto dio como resultado la represión de aquellas posturas vistas como disidentes o contrarrevolucionarias, además de un mayor control ideológico sobre la producción intelectual cubana.
Este proceso de control y represión no solo se vivió en Cuba, sino que también en muchos países latinoamericanos. Con el advenimiento de una nueva ola de golpes de estados y gobiernos militares en la región durante la década de 1970 y parte de la de 1980, se ejerció mayor persecución y represión contra aquellos intelectuales asociados con posturas de izquierda. Ello causó que muchos de ellos se exiliaran en otros países o fueran encarcelados, torturados e incluso asesinados por los regímenes militares de Argentina, Chile, Paraguay, Brasil, Uruguay, Bolivia, entre otros. Desde su exilio en México, Canadá u otras naciones europeas, estos intelectuales realizaron actividades de denuncia de las violaciones de los derechos humanos cometidos por los regímenes de sus países de origen.

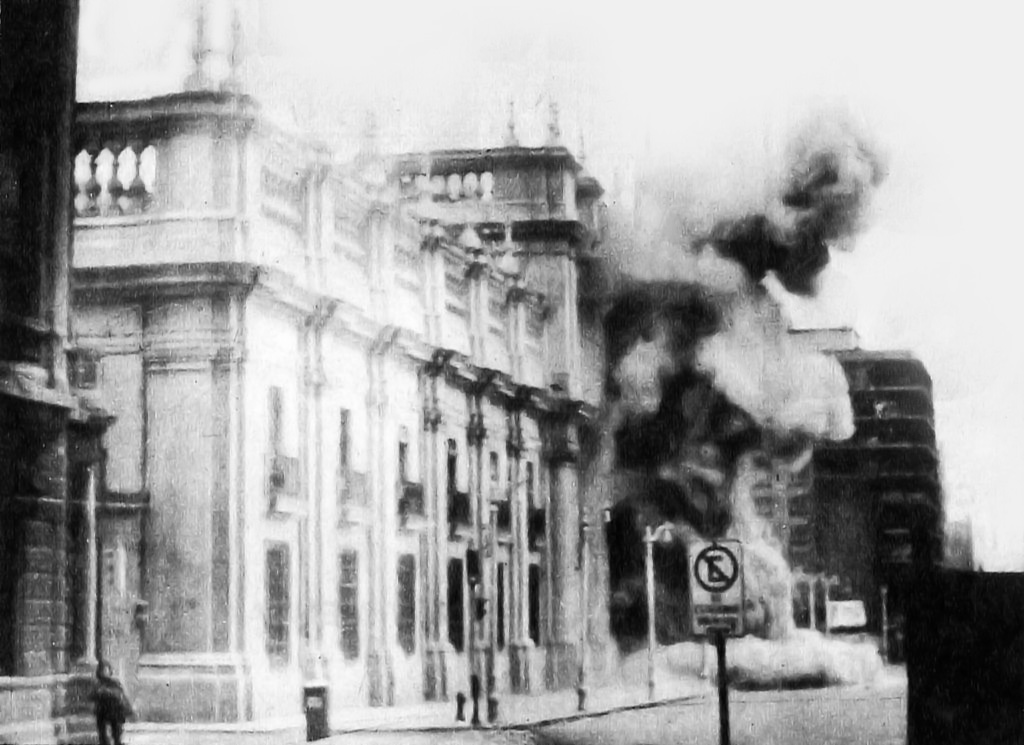
El Golpe de Estado que Augusto Pinochet realizó en contra del gobierno chileno de Salvador Allende el 11 de septiembre de 1973 marcó una de las eventualidades que transformó el desarrollo de la Guerra Fría Cultural en América Latina

También para finales de la década de 1970 y la de 1980 comenzó un intercambio de producciones culturales de masas entre las naciones latinoamericanas y los países del bloque soviético. Estos intercambios fueron motivados en parte por el “deshielo” experimentado por el bloque soviético y una relativa distensión de las relaciones diplomáticas entre los países soviéticos y las naciones sudamericanas, sobre todo con el advenimiento de la democracia en estas al término del periodo de las dictaduras durante la década de 1980. Entre los espectáculos que se realizaron de manera mutua se encontraban giras de compañías de ballet y teatro, espectáculos circenses, cantantes y grupos musicales, los cuales permitieron la creación de vínculos culturales, aun cuando en el aspecto político, estos se encontraban rotos.
Con la transición a la democracia en diversos países de Sudamérica, en algunos casos los intelectuales jugaron un papel importante en los procesos de reivindicación democrática. Es el caso del llamado Grupo Esmeralda y su participación en la transición democrática argentina, en el cual participaron Carlos Altamirano, Beatriz Sarlo, Hilda Sábato, Jorge Tula, María Teresa Gramuglio, Oscar Terán, Juan Carlos Portanteiro, entre otros. Este grupo, rompiendo con esquemas intelectuales de décadas pasadas –el intelectual revolucionario—, se volcó a la defensa de los ideales de la democracia por medio de su producción escrita, defendiendo la figura del presidente Raúl Alfonsín. A su vez algunas producciones culturales de masas jugaron papeles de importancia en el proceso de transición de la dictadura a la democracia. Es el caso de la figura de Mafalda, cuyo papel en la transición argentina permitió que a través de esta tira cómica y la simbolización que tenía para sectores de la sociedad argentina, sirviese como un símbolo para la defensa del naciente sistema democrático.
A la par de la transición democrática, las posturas de los intelectuales latinoamericano sufrieron cambios durante la década de 1980. Con el paulatino resquebrajamiento del bloque socialista a nivel mundial, los intelectuales latinoamericanos afrontaron el proceso por medio de debates en publicaciones periódicas y en el Congreso, a través de los cuales trataron de interpretar y posicionarse frente al cambiante panorama mundial. Las posturas de izquierda sufrieron un retroceso, algunos intelectuales pasaron a simpatizar con el ascendente neoliberalismo. Mientras que aquellos sectores que simpatizaban con el bloque capitalista, vieron fortalecidas sus posturas intelectuales y morales, lo que marcaría el fin de la Guerra Fría Cultural en América Latina y el advenimiento de una nueva etapa.